# تشارلز كينيون
تشارلز كينيون (بالإنجليزية: Charles Kenyon)‏ هو كاتب سيناريو أمريكي، ولد في 2 نوفمبر 1880 في سان فرانسيسكو في الولايات المتحدة، وتوفي في 27 يونيو 1961 في هوليوود في الولايات المتحدة.

## وصلات خارجية
- تشارلز كينيون على موقع IMDb (الإنجليزية)
- تشارلز كينيون على موقع ألو سيني (الفرنسية)
- تشارلز كينيون على موقع أول موفي (الإنجليزية)
- تشارلز كينيون على موقع قاعدة بيانات برودواي على الإنترنت (الإنجليزية)
- تشارلز كينيون على موقع قاعدة بيانات برودواي على الإنترنت (الإنجليزية)
- تشارلز كينيون على موقع قاعدة بيانات الأفلام السويدية (السويدية)
- تشارلز كينيون على موقع قاعدة بيانات الفيلم (الإنجليزية)
- تشارلز كينيون على موقع كينوبويسك (الروسية)